# Wierzchowina (województwo mazowieckie)
Wierzchowina – wieś sołecka w Polsce położona w województwie mazowieckim, w powiecie grójeckim, w gminie Jasieniec.
W skład sołectwa Wierzchowina wchodzi także wieś Szymanów.
Wieś szlachecka Wierzchowiny położona była w drugiej połowie XVI wieku w powiecie grójeckim ziemi czerskiej województwa mazowieckiego. W latach 1975–1998 miejscowość należała administracyjnie do województwa radomskiego.